# Bonäset, Åre kommun
Bonäset är en ort i Kalls distrikt (Kalls socken) i Åre kommun i Jämtlands län (Jämtland). Den klassades av SCB som småort till och med år 1995. Från 2015 till 2023 avgränsade SCB här åter en småort.